# Tyholttårnet
Tyholttårnet er et 124 meter højt telekommunikations- og radiotårn på Tyholt i Trondheim, Norge.
Tårnet fungerer som platform for fjernsyns- og FM-sendere. Det stod færdig d. 22. maj 1985 og er i dag en populært turistmål. Udsigtspunktet er 70 meter over bakken og herfra er der udsigt over det meste af Trondheim by og store dele af Trondheimsfjorden og det øvrige Trøndelag. På den næste etage 75 meter oppe ligger spisestedet Egon som roterer 360° i løbet af en time.
Spisestedet har form som en 12-kant med store glasfacader. Tårnet er bygget i beton med en diameter på 7,2 meter. Det har to hurtiggående elevatorer og 2 nødtrapper. Foden af tårnet befinder sig 112,5 moh.
Ved Trondheims 1000-års jubilæum i 1997 fik tårnet en kunstnerisk "kappe", som blev taget ned igen i februar 2013.